# Huernia calosticta
Huernia calosticta är en oleanderväxtart som beskrevs av Peter Vincent Bruyns. Huernia calosticta ingår i släktet Huernia och familjen oleanderväxter. Inga underarter finns listade i Catalogue of Life.